# Кочетков, Виктор Дмитриевич
Ви́ктор Дми́триевич Кочетко́в (14 апреля 1935 — 6 мая 2010) — советский и российский инженер и ученый, организатор науки и промышленности в области автоматизированного электропривода, кандидат технических наук, доктор электротехники, академик Академии электротехнических наук Российской Федерации, Заслуженный машиностроитель Российской Федерации, генеральный директор ВНИИЭлектропривод и ОАО «Электропривод».

## Биография

### Юность
Виктор Дмитриевич Кочетков родился 14 апреля 1935 года в совхозе Колошино Новопетровского района Московской области РСФСР, СССР.
В 1953 году окончил среднюю школу № 3 в городе Кунцево Московской области с серебряной медалью и поступил на факультет «Электрификации промышленности и транспорта» МЭИ.
Окончил МЭИ в 1959 году, инженер-электромеханик.

### Производственная деятельность
Ещё будучи студентом МЭИ, начал трудовую деятельность на должности старшего техника в ЦКБ «Электропривод», позже преобразованного Всесоюзный научно-исследовательский и проектно-конструкторский институт по автоматизированному электроприводу в промышленности, сельском хозяйстве и на транспорте (ВНИИЭлектропривод) г. Москва.
После окончания МЭИ — с 1959 года — инженер ЦКБ «Электропривод», затем старший инженер, начальник сектора, заведующий лабораторией, начальник отдела ВНИИЭлектропривод.
Его первой работой во ВНИИЭлектропривод стало участие в создании первой отечественной нефтебуровой установки с электроприводом постоянного тока, конструкция которого оказалась очень удачной и стала основой для последующего широкого внедрения регулируемого электропривода на буровых установках. Позднее на Таллинском электротехническом заводе по документации ВНИИЭлектропривод было организовано серийное производство тиристорных электроприводов.
Благодаря хорошей теоретической подготовке, выдающимся инженерным и организаторским способностям молодой инженер В. Д. Кочетков уже в 1965 году стал руководителем вновь созданного отдела тиристорного электропривода — новейшего в те годы и весьма сложного направления. Именно в этом отделе под руководством В. Д. Кочеткова были разработаны все отечественные системы подчиненного регулируемого электропривода. При его личном участии были разработаны и успешно внедрены новые системы автоматизированного электропривода для горной, металлургической и других отраслей промышленности как в СССР, так в ряде зарубежных стран.

### Руководство институтом в 1986—2007 годах

#### Советский период
В 1986 году опытный инженер В. Д. Кочетков был назначен генеральным директором НПО «Электропривод» и генеральным директором ВНИИЭлектропривод.
Сменив на посту генерального директора ВНИИЭлектропривод легендарного М. Г. Юнькова, В. Д. Кочетков оказался его достойным преемником и продолжателем.
Приказом Министра электротехнической промышленности СССР № 231 от 20 апреля 1987 г. В. Д. Кочетков также назначен генеральным конструктором по комплектному автоматизированному электроприводу, в том числе для станкостроения и роботехники, оборудованию для агропромышленного и нефтегазового комплексов, специальным гибридным интегральным схемам. Кроме того, В. Д. Кочетков был руководителем секции «Преобразовательная техника», комиссии Совета экономической взаимопомощи (СЭВ).
ВНИИЭлектропривод, берущий свое начало с 1942 года, продолжал оставаться головным научным и проектным институтом в электротехнической промышленности СССР. Институт и его директор отвечал за развитие не только электропривода, но и подотрасли низковольтного аппаратостроения, координировал работу десятков заводов и конструкторских бюро данной подотрасли.
Под руководством В. Д. Кочеткова в возглавляемых им организациях проводились уникальные и масштабные разработки, обеспечивающие развитие черной металлургии, горной, машиностроительной, химической, бумагоделательной, нефтяной и других отраслей нашего народного хозяйства, включая работы по развитию атомной энергетики, по созданию буровых установок, морских буровых платформ и электрификации сельского хозяйства.

#### Постсоветское время
После распада Советского Союза в декабре 1991 г. финансирование работ НИР и ОКР прекратилось, и ВНИИЭлектропривод попал в тяжелое финансовое положение.
В 1993 году ВНИИЭлектропривод был преобразован в рыночную структуру — ОАО «Электропривод».
На плечи Кочеткова В. Д. легла вся полнота ответственности за работу коллектива в трудных и не всегда предсказуемых условиях перехода к рыночной экономике.
В самый тяжелый период реформ, В. Д. Кочеткову удалось сделать главное: перестроить структуру ОАО «Электропривод» для работы в условиях рыночной экономики, сохранить лучшие научные и инженерные кадры, и вместе с ними искать и находить пути выхода из кризисного состояния.
Он проявил себя как стратег, сумевший своевременно акционировать компанию и восстановить научную и производственную кооперацию с десятками смежных организаций прикладной науки, а также с отечественными и зарубежными изготовителями современной элементной базы электропривода .
За все время работы В. Д. Кочетковым генеральным директором было выполнено большое количество работ.
В их числе можно назвать шахтные подъемные машины для «Норильского никеля», шахты «Скалистая», рудника «Таймырский», поставку электрооборудования буровых установок для «Сургутнефтегаза» и других регионов.
Значительный объем работ был выполнен по заказам столичных организаций, таких как Мосгорсвет, Мосводоканал, Мосгортепло, Мосгорстрой.
Одним из крупнейших заказчиков был Метрополитен столицы. Были разработаны типовые комплектные устройства для управления электрооборудованием всех технологических функций метрополитена и туннелей.
На базе этих устройств построены в Москве станции метро Бутовской линии, станции метро от Парка Победы до Пятницкого шоссе, реконструированы более пятнадцати станций (Ленинские горы, Киевская, Выхино и др.), построены транспортные туннели Кутузовский, Лефортовский, Гагаринский и другие Московского третьего транспортного кольца.
На Московском трансформаторном заводе сдана в эксплуатацию автоматизированная линия изготовления трансформаторной стали «Георг».
Одним из первых в стране ОАО «Электропривод» получил сертификат ИСО системы менеджмента качества.
В. Д. Кочетков поддерживал идею создания Центра науки и высоких технологий с участием в нем отраслевых институтов. Этот центр должен был осуществлять не только кооперацию, но и выделять инвестиции на инновационные разработки.
Высококвалифицированные специалисты и новая организация работ позволили ОАО «Электропривод» не иметь финансовых проблем в конце 1990-х — первой половине 2000-х годов, до развала института по вине чиновников.
В октябре 2002 года Мэр Москвы Ю. М. Лужков объявил Благодарность коллективу ОАО «Электропривод» за большой вклад в разработку, изготовление и поставку электрооборудования для городского хозяйства города Москвы. Коллективу института также была вручена Почетная грамота от Московской городской думы за развитие электротехнической промышленности в Москве.
В январе 2003 года Президент Российской Федерации В. В. Путин объявил благодарность ОАО «Электропривод» за большой вклад в развитие отечественной электротехнической промышленности.
Совместно с В. Д. Кочетковым значительный вклад в работу ВНИИЭлектропривод внесли директора научно-производственных центров: Абрамов Б. И., Брагилевский Е. Л., Бродский Ю.А, Гераймович И. Г., Дацковский Л. Х., Иванов В. В., Иванов Г. М., Ишханов Э. П., Кутлер Н. П., Крылов С. С., Кузнецов Ю. П., Скрипник В. М. Федоров А. М., Тимошенко В,Д., заместитель генерального директора Слежановский О. В., Козлов В. С., ученый секретарь профессор Юньков М. Г., инж. Коган А. И. и ведущие специалисты: Авдеев В. Е., Бирюков А. В., Бреслав Б. М., Горшенин Н. А., Дашевский В. Г., Зверева Т. М., ведущий инженер Каргашин Е.А., Карпова Г. В., Кожаков О. И., Козлов Б. П., Молдавский Э. Д., Овчинников К. Н., Парфенов Б. М., Подаруев А. И., Пономарев В. М., Тарапанова Н. И., Федотов А. С., Шалашова Т. М., Швец С. А., Шиленков В. А. и многие другие.

## Научная деятельность
В 1977 году В. Д. Кочетков защитил диссертацию на соискание степени кандидата технических наук, тема диссертации: «Исследование и разработка реверсивных тиристорных электроприводов постоянного тока при совместном и раздельном управлении группами преобразователей».
С 1990 года был главным редактором журнала «Электротехника».
В. Д. Кочетков является автором и соавтором 24 статей, пяти авторских свидетельств.
Труды В. Д. Кочеткова стали основой для построения автоматизированных электроприводов различных отраслей промышленности, основные результаты которых изложены в следующих работах:
- «Преобразователи пониженной частоты с раздельным управлением группами вентилей», / Дацковский Л. Х., Кочетков В. Д., Кузнецов И. С./, Журнал «Электричество», № 4, 1969 г.
- «Работы ВНИИЭлектропривод в области создания и исследования тиристорных электроприводов постоянного тока», /Дорошин Е. Р., Зверев Г. А., Кочетков В. Д., Корнеев К. В.. Крылов С. С., Орлик В. Я., Угольников В. П./,Сб. «Электропривод», № 5, 1970, ВНИИЭМ.
- «Реверсивный тиристорный электропривод», / Кочетков В. Д., Рейнгольд Ю.Р, Павлович А. Г. / Авторское свидетельство № 251075 приоритет от 23.2.1967 г., «Бюллетень изобретений», 1969 г. № 27.
- «Ограничение уравнительных токов в реверсивном тиристорном преобразователе с помощью магнитосвязанных дросселей»,/ Кочетков В. Д., Рейнгольд Ю. Р./, Сб. «Электропривод» № 1 (18) (ЭП), 1973.
- «Расчет уравнительных токов в реверсивном преобразователе при использовании двухобмоточных дросселей», / Кочетков В. Д., Рейнгольд Ю. Р./, "Преобразовательная техника " № 5 (40), ЭП, 1973
- «Основные направления в создании современных систем импульсно-фазового управления тиристорами», / Кочетков В. Д., Мельников Е. В., Барский В. А./, СБ. «Автоматизированный электропривод в промышленности», Энергия, 1974.
- "Принципы построения и основные направления развития систем импульсного-фазового управления тиристорами. /Мельников Е. В., Кочетков В. Д., Крылов С. С., Барский В. А./ «Электропривод и автоматика», Вып.16, «Штинца», г. Кишинев, 1073.
- «Частотный электропривод рудничных подъемных машин и лебедок с тиристорными преобразователями частоты», /Дацковский Л. Х., Кочетков В. Д., Кузнецов И. С., Католиков В. Е./, Журнал "Электротехника 3; , 1968.
- «Тиристорный электропривод переменного тока на основе преобразователя частоты с непосредственной связью», /Слежановский О. В., Дацковский Л. Х., Кочетков В. Д., Кузнецов И. С., Эттингер Е. Л., Бернштейн И. Я., Грабовецкий Г. Л., Вейнгер А. М./, Сб. «Автоматизированный электропривод в промышленности». Труды VI Всесоюзной конференции по автоматизированному электроприводу, Энергия, 1974.
- «Синтез структур частотно-регулируемых тихоходных синхронных электроприводов», /Слежановский О. В., Дацковский Л. Х., Кочетков В. Д., Кузнецов И. С., Тарасенко Л. М., Пикус Ю. Г., Богуславский И. З./, Журнал «Electrotechnicky obzor» № 5,1975, ЧССР.
- «Техническая направленность разработок частотно-регулируемых тихоходных синхронных электроприводов большой мощностью», /Слежановский О. В., Дацковский Л. Х., Кочетков В. Д., Кузнецов И. С., Тарасенко Л. М., Пикус Ю. Г., Богуславский И. З./, Журнал «Electrotechnicky obzor» № 5,1975, ЧССР.
- «Выбор базовой схемы тиристорных преобразователей частоты для мощных высокоскоростных электроприводов», /Дацковский Л. Х., Кочетков В. Д., Роговой В. И., Андриенко П. Д./, Журнал «Electrotechnicky obzor» № 5,1975, ЧССР.
- «Современное состояние и перспективы развития электроприводов переменного тока с преобразователями частоты с непосредственной связью», /Слежановский О. В., Дацковский Л. Х., Кочетков В. Д., /,Журнал «Электричество» № 11, 1973.
- «Частотно-регулируемые асинхронные электроприводы на основе новых типов преобразователей частоты за рубежом», /Дацковский Л. Х., Кочетков В. Д., Зверев Г. А., Роговой В. И./, М., Информэлектро, 1987 г.
- «Советские электрические комплексы для мощных экскаваторов», /Кочетков В. Д., Портной Т.З/, М. Б.м.,1987.
- «Системы регулирования электроприводов переменного тока с микропроцессорным управлением», /Кочетков В. Д., Дацковский Л. Х., Бирюков А. В., Роговой В. И. и др./ М., Информэлектро,1989 г.
- "Проблемы автоматизированного электропривода, /Кочетков В. Д., Ишханов Э. П., Брагилевский Е. Л., Гофман В. А. и др./, (Под ред. М. А. Боровикова) Ульяновск: Ул ГТУ, 1998 г.
- Труды III Международной (IV Всероссийской) конференции по автоматизированному электроприводу АЭП-2001. /Кочетков В. Д., Абрамов Б. И., Моцохейн Б. И. Парфенов Б. М. и др./, (Под ред. Хватова С. В.) Нижний Новгород, «Вектор -Тис», 2001.

## Награды и звания
- «Орден труда II класса» — 1972 г. Социалистическая республика Румыния
- «Орден Дружбы народов» — 1986 г.
- Медаль «В ознаменование 100-летия со дня рождения Владимира Ильича Ленина»
- Медаль «В память 800-летия Москвы»
- Медаль «За заслуги в электротехнике» от Академии электротехнических наук РФ.
- Медали ВДНХ — «Большая памятная медаль», золотая медаль, две серебряные медали и две бронзовые — от Главного комитета ВДНХ СССР.
- Почётное звание «Заслуженный машиностроитель Российской Федерации»[2]